# Caspar Hermann von Krogh (overførster)
 Der er flere personer med dette navn, se Caspar Hermann von Krogh (officer).
Caspar Hermann von Krogh (født 25. april 1784 på Åstrupgård i Åstrup Sogn, død 29. december 1866 på Marielyst ved Haderslev) var en dansk overførster, bror til overforstmester Frederik Ferdinand von Krogh, amtmand Godske von Krogh, general Christoph von Krogh og amtmand Frederik Christian von Krogh.
Han var søn af Frederik Ferdinand von Krogh og var overførster og kammerherre. Caspar Hermann von Krogh ejede gårdene Tåbdrup i Stepping Sogn og Marielyst ved Haderslev og havde formentlig slesvig-holstenske sympatier.
25. juli 1807 ægtede han i Trondhjem Sara Marie Meincke (8. oktober 1780 i Ilsvigen Sogn – 5. marts 1866 på Marielyst).